# Zbigniew Slipiko
Zbigniew Slipiko (ur. 1960 w Olsztynie) – polski piłkarz występujący na pozycji obrońcy.

## Życiorys
Seniorską karierę rozpoczynał w 1978 roku w Stomilu Olsztyn. W barwach tego klubu występował do 1981 roku, rozgrywając 46 spotkań na poziomie III ligi. Następnie grał w Olimpii Elbląg, a w styczniu 1984 roku przeszedł do Motoru Lublin. W I lidze zadebiutował 24 marca 1984 roku w zremisowanym 0:0 meczu z Widzewem Łódź. Ogółem w barwach Motoru rozegrał 52 mecze w I lidze, zdobywając trzy gole. W 1987 roku spadł z Motorem do II ligi. Zawodnikiem lubelskiego klubu był do 1988 roku.

## Statystyki ligowe
| Sezon         | Klub           | Liga     | Mecze | Gole |
| ------------- | -------------- | -------- | ----- | ---- |
| 1977/1978 (w) | Stomil Olsztyn | III liga | 6     | 1    |
| 1978/1979     | Stomil Olsztyn | III liga | 3     | 0    |
| 1979/1980     | Stomil Olsztyn | III liga | 16    | 2    |
| 1980/1981     | Stomil Olsztyn | III liga | 16    | 2    |
| 1981/1982 (j) | Stomil Olsztyn | III liga | 5     | 1    |
| 1983/1984 (w) | Motor Lublin   | I liga   | 13    | 2    |
| 1984/1985     | Motor Lublin   | I liga   | 15    | 0    |
| 1985/1986     | Motor Lublin   | I liga   | 17    | 1    |
| 1986/1987     | Motor Lublin   | I liga   | 7     | 0    |
| 1987/1988     | Motor Lublin   | II liga  | 21    | 0    |